# Mahnmal im Sportpark Zerzabelshof
Das Mahnmal im Sportpark Zerzabelshof war ein Mahnmal, das in der Nordkurve des im Nürnberger Stadtteil Zerzabelshof gelegenen Sportparks Zerzabelshof stand. 
Es wurde als Erinnerung an die im Ersten Weltkrieg gefallenen Vereinsmitglieder des 1. FC Nürnberg am 3. Dezember 1925 während eines Spiels eingeweiht. Auch nach der Renovierung des Stadions wegen der Schäden des Zweiten Weltkriegs blieb es bestehen. Beim Abriss des Stadions aufgrund mangelnder Infrastruktur im Jahr 1968 wurde es entfernt.
An dem Mahnmal waren vier Metalltafeln angebracht, auf denen die Namen der Vereinsmitglieder und Spieler standen, die dem Krieg zum Opfer gefallen waren.